# Vrsarski kaštel
Vrsarski kaštel je građevina u Vrsaru. Osim uloge kaštela, bila je i rezidencijalna palača porečkog biskupa. Nadograđivana je kroz nekoliko stilskih razdoblja. Današnje datira iz razdoblja pregrađivanja prvobitnog romaničkog Kaštela u razdoblju od 14. do 18. stoljeća. Uočavaju se tragovi različitih stilova u arhitekturi, od romanike do baroka. Barociziran je u 17. stoljeću, u vrijeme biskupa A. Adelassija, biskupa koji je bio drugi po dužini biskupskog staža u povijesti porečke biskupije (40 godina) i koji je obavio najviše vizitacija u Vrsar. Prigodom zahvata koji je Adelassio dao izvesti, kaštel je proširen i potpuno preuređen.

## Građa
Očuvane su dvije romaničke kule iz 13. stoljeća te fragmenti obrambenog zida palače. Dvije kule četvorinastog tlocrta nalaze se na južnoj strani palače. Imale su ulogu osmatračnice s puškarnicama. Sunčani sat je na fasadi lijeve kule.
Palača je imala brojne prostorije za boravak biskupa, gostiju i posluge. U prizemlju su bile prostorije za čuvanje i pripremu hrane: tijeskovi za vino i ulje, peć za pečenje kruha, cisterna za vodu te spremišta za poljoprivredne proizvode, poput ulja, vina i žita koje je dovoženo s biskupijskih imanja kod Vrsara. Kaštel je imao i konjušnicu.

## Povijest
Prvi kaštel vjerojatno je podignut u 9. stoljeću. Pretpostavlja se da je bio drven, kako govore neki zapisi u literaturi. Blizina kamenoloma, laka dostupnost i kamena građa svih okolnih zgrada sugerira da je ipak bio kameni. Diplomatika od 12. stoljeća bilježi vrsarski kaštel pod nazivom castrum Ursariae. Pojam treba oprezno koristiti, jer označava i kaštel ali i najužu utvrđenu rezidencijalnu jezgru staroga grada koja se nalazila unutar zidina.
Porečki biskup Oton (1256. – 1282.) preuredio je prvi kaštel. smješten na najvišoj točki naselja te da je imao značajke tvrdlja.  Na mjestu starije manje i skromnije romaničke palače podignut je drugi kaštel. Bio je oppidum odnosno castrum. Razvio se iz iz kasnoantičkog, odnosno ranosrednjovjekovnog zbjega refugiuma. 
Sjedište je Vrsarske grofovije i mjesto u kojemu je porečki biskup sastavio brojne isprave od presudne važnosti za povijest Vrsara i Vrsarštine u srednjem i novom vijeku, a također je bio mjesto u koje se porečki biskup sklanjao za ratova, epidemija i nesigurnih vremena.
Prestankom postojanja Vrsarske grofovije, promjenom politike mletačke vlasti dovodi do laiciziranja i nacionaliziranja kaštela 1778. godine. Od tad je sustavno propadao. Novog vlasnika dobiva u 19. stoljeću, kad je pripao u vlasništvo obitelji Vergottini. Obnovljeno je 2001. godine. Danas je privatna stambeno-ladanjska zgrada.

## Vanjske poveznice
- Vrsar - Kaštel s kulom, putovnica.net